# Filip I Filadelf
Filip I Filadelf (en grec antic: Φίλιππος Φιλάδελφος) fou rei selèucida de l'any 95 aC al 83 aC.
Era fill d'Antíoc VIII Grip, a la mort del qual el 96 aC es va declarar, junt amb tres germans més, a favor que regnés un cinquè germà (el gran), Seleuc VI Epífanes. Al morir Seleuc VI durant una revolta popular a Mopsuèstia l'any 95 aC, el seu germà Demetri III Eucàros va assolir la corona, i va associar al regne als seus germans Felip i Antíoc XI Epífanes Filadelf (que potser eren bessons). Els tres germans van obtenir l'ajut de Ptolemeu IX Làtir. El 92 aC Felip I va participar en l'atac de Demetri III contra Antioquia, rebutjat per Antíoc X Eusebi i on va morir Antíoc XI.
L'any següent, 91 aC o potser el 90 aC un nou atac a Antioquia va reeixir, i Felip va establir allí la seva cort mentre Demetri era a Damasc on havia entrat amb ajut de Ptolemeu Làtir, i havia donat suport al seu germà. Antíoc X només va conservar algun territoris al Líban.
Aviat van esclatar diferències entre Demetri III i el seu germà Felip I. Demetri III va planejar eliminar el seu rival, que se'n va assabentar i va concertar aliances amb l'Imperi Part i els nabateus, a més de tenir el suport del tirà Estrató de Berea.
El 88 aC, amb el suport d'un gran exèrcit part dirigit pel general Mitridates, va derrotar a Demetri III que va ser empresonat. El 87 aC va haver de compatir el govern del territori amb el seu germà petit Antíoc XII Dionisi (Antíoc el Menor) que havia recollit la successió de Demetri III a Damasc, i part de Celesíria. El 84 aC la Commagena (país de Samòsata) va reconèixer la sobirania de Tigranes II d'Armènia. El mateix any Tigranes va començar la conquesta de Síria, en plena descomposició després de la mort d'Antíoc XII l'any 84 aC, i on els caps àrabs havien assolit el poder en alguns llocs (els nabateus fins a Damasc, el xeic Sampsigeram a Èmesa, i d'altres a les viles mes a l'interior), i a Antioquia, Selèucia de Pièria i alguna altra ciutat s'havia proclamat la república. Un partit del país va cridar a Tigranes i aquest no s'ho va pensar i va enviar al seu exèrcit a Síria. El rei selèucida Filip es va refugiar a Cilícia, i es creu que va ser perseguit, capturat i executat per Tigranes potser l'any 83 aC. Cilícia i les regions adjacents van quedar sotmeses a Armènia aquell any 83 aC.